# Mount Low, Alberta
Mount Low är ett berg i Kanada.   Det ligger i provinsen Alberta, i den centrala delen av landet, 3 100 km väster om huvudstaden Ottawa. Toppen på Mount Low är 3 090 meter över havet, eller 144 meter över den omgivande terrängen. Bredden vid basen är 0,80 km.
Terrängen runt Mount Low är huvudsakligen bergig, men den allra närmaste omgivningen är kuperad.Trakten runt Mount Low är nära nog obefolkad, med mindre än två invånare per kvadratkilometer.. Det finns inga samhällen i närheten. 
Trakten runt Mount Low består i huvudsak av gräsmarker.